# Semiothisa poltronaria
Semiothisa poltronaria är en fjärilsart som beskrevs av William Schaus 1901. Semiothisa poltronaria ingår i släktet Semiothisa och familjen mätare. Inga underarter finns listade i Catalogue of Life.